# Tim Daly
James Timothy "Tim" Daly (Nueva York; 1 de junio de 1956) es un actor, director, guionista y productor estadounidense. Es especialmente conocido por su papel en la serie Private Practice, spin-off de Grey's Anatomy, donde interpreta al doctor Pete Wilder, un especialista en medicina alternativa.
Nació en una familia de actores, ya que tanto su padre, James Daly, como su madre, Hope Newell, son actores, al igual que su hermana mayor Ellen Tyne. Tiene otras dos hermanas, Mary Glynn y Pegeen Michael. Debutó en el teatro con sólo siete años, en la obra Jenny Kissed Me de Jean Kerr, junto con sus padres y dos de sus hermanas.
Acudió a The Putney School y más tarde al Bennington College, donde estudió teatro y literatura y obtuvo el Bachelor of Arts. Se casó en 1982 con la actriz Amy Van Nostrand, con la que tiene dos hijos, Sam y Emelyn.
Es el guionista y director de la película Bereft, de 2004.

## Trabajos

### Teatro
- Jenny Kissed Me (1963)
- Equus (1978)
- The Fifth Of July (1981)
- The Buried Child (1981)
- Of Mice and Men (1981)
- Mass Appeal (1983)
- Bus Stop (1983)
- The Cabaret (1983)
- A Christmas Carol
- Love Letters
- Dugout
- The Lion In Winter
- The Glass Menagerie
- A Knife in the Heart (1983)
- Fables For Friends (1984)
- Oliver, Oliver
- Paris Bound (1985)
- Coastal Disturbances (1986, 1987)
- A Study in Scarlet (1987)
- The Colorado Catechism (1993)
- Ancestral Voices (2000)
- Fear of Flying at 30 (2003)
- The Exonerated (2003)
- Cabaret & Main (2004)
- Henry Flamethrowa (2005)
- The Caine Mutiny Court-Martial (2006)

### Cine y televisión
- An Enemy of the People (1966) - Morten Stockmann
- Hill Street Blues (Un episodio, 1981) - Dann
- Diner (1982) - William "Billy" Howard
- Ryan's Four (1983) - Dr. Edward Gillian
- Just the Way You Are (1984) - Frank Bantam
- I Married a Centerfold (1984) - Kevin Coates
- Alfred Hitchcock presenta (1985 - 1989)
- Mirrors (1985) - Chris Philips
- The Rise & Rise of Daniel Rocket (1986) - Richard
- I'll Take Manhattan (1987) - Toby Amberville
- Made in Heaven (1987) - Tom Donnelly
- Mi vecino Totoro (1988) - Padre (voz)
- Almost Grown (2 episodios, 1988) - Norman Foley
- Spellbinder (1988) - Jeff Mills
- The More You Know (1989) - Tim Daly
- Red Earth, White Earth (1989) - Guy Pehrsson
- Wings (172 episodios, 1990 - 1997) - Joseph "Joe" Montgomery Hackett
- Love or Money (1990) - Chris Murdoch
- Year of the Comet (1992) - Oliver Plexico
- In the Line of Duty: Ambush in Waco (1993) - David Koresh
- Queen: The Story of an American Family (1993) - James Jackson Jr.
- Dangerous Heart (1994) - Angel Perno
- Caroline at Midnight (1994) - Detective Ray Dillon
- Speed (1994)
- Witness to the Execution (1994) - Dennis Casterline
- Denise Calls Up (1995) - Frank Oliver
- Dr. Jekyll and Ms. Hyde (1995) - Dr. Richard Jacks
- The Associate (1996) - Frank
- Superman: The Animated Series (45 episodios, 1996 - 2000) - Clark Kent/Superman (voz)
- The New Batman/Superman Adventures (1997- 2000) - Superman/Clark Kent (voz)
- The Object Of My Affection (1998) - Dr. Robert Joley
- The Batman/Superman Movie (1998) - Clark Kent/Superman (voz)
- From the Earth to the Moon (1998) - James Lovell
- Invasion America (1998) - Voces adicionales
- Seven Girlfriends (1999) - Jesse Campbell
- La tormenta del siglo (1999) - Mike Anderson
- Execution of Justice (1999) - Dan White
- The Sopranos (4 episodios, 1999 - 2007) - J. T. Dolan
- The Fugitive (23 episodios, 2000 - 2001) - Dr. Richard Kimble
- A House Divided (2000) - Charles Dubose
- Monk (2002) - Tim Daly
- The Outsider (2002) - Johnny Gault
- Basic (2003) - Bill Styles
- Edge of America (2003) - Leroy McKinney
- Judging Amy (Un episodio, 2003) - Monty Fisher
- Wilder Days (2003) - John Morse
- Against the Ropes (2004) - Gavin Reese
- Bereft (2004) - Tío feliz
- Return to Sender (2004) - Martin North
- Eyes (13 episodios, 2005 - 2007) - Harlan Judd
- Superman: Brainiac Attacks (2006) - Clark Kent/Superman (voz)
- Mr. Gibb (2006) - Ronald Gibb
- Commander in Chief (Un episodio, 2006) - Cameron Manchester
- The Nine (2006 -2007) - Nick Cavanaugh
- The Skeptic (2007) - Bryan Becket
- Law & Order: Special Victims Unit (Un episodio, 2007) - Reverendo Jeb Curtis
- Grey's Anatomy (2 episodios, 2007) - Dr. Peter "Pete" Wilder
- Private Practice (2007 - 2012) - Dr. Peter "Pete" Wilder
- The Skeptic (2008)
- Madam Secretary (2014) - Henry McCord
- Finestkind (2023) - Dennis Sykes[1]

### Productor
- Execution of Justice (1999)
- Tick Tock (2000)
- Edge of America (2003)
- Bereft (2004)
- The Mermaids Singing (2006)